# Cmentarz żydowski w Krynkach
Cmentarz żydowski w Krynkach – cmentarz żydowski położony w północnej części Krynek (województwo podlaskie). Należy do największych cmentarzy żydowskich w północno-wschodniej Polsce.

## Historia i architektura
Obiekt został założony na mocy przywileju króla Jana Kazimierza z 12 stycznia 1662 i zajmuje powierzchnię 2,3 ha (według innego źródła 3,3 ha), na której zachowało się około 3100 nagrobków, z których najstarszy pochodzi z 1750.
Nekropolia dzieli się na część starą (z nagrobkami z XVII i XVIII wieku) oraz nową (powstałą po powiększeniu cmentarza w 1840), zbudowaną wraz z murem, na którym umieszczono cyfry oznaczające rzędy. W centralnej części muru południowego znajdowała się drewniana brama wejściowa. 
Macewy wykonane są ze zróżnicowanych materiałów: zlepieńca, piaskowca, granitu i betonu. Są to zwykle typowe dla Żydów aszkenazyjskich proste nagrobki, często z dość mocno zdobionym liternictwem.
Podczas II wojny światowej Niemcy użyli znaczną część macew do budowy lokalnej mleczarni. Zniszczyli wówczas również ohele. Z czasów wojny pochodzą dwie zbiorowe, nieoznakowane mogiły.

## Galeria

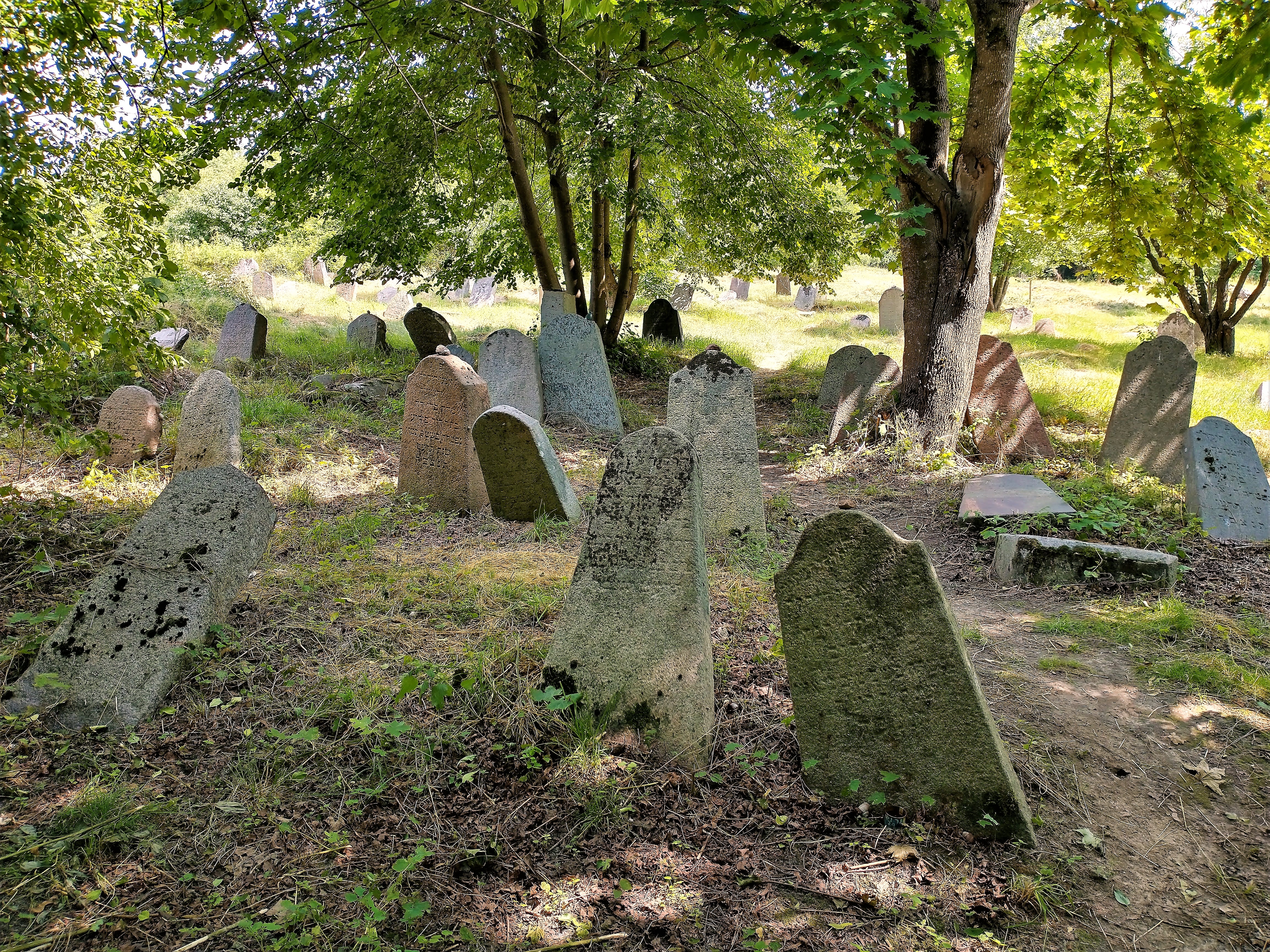
Fragment nekropolii
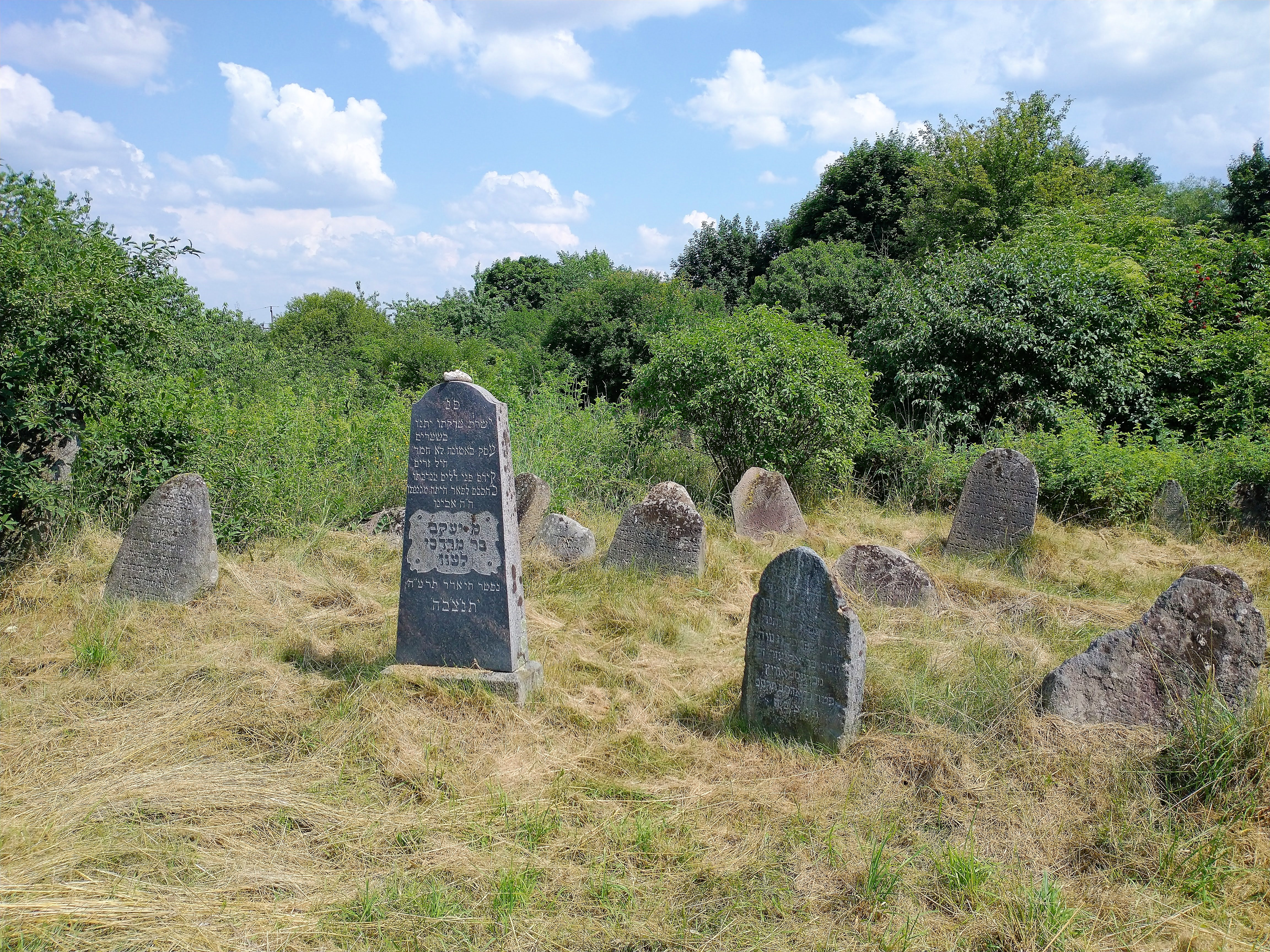
Czytelne macewy